# Pseuderannis lomozemia
Pseuderannis lomozemia är en fjärilsart som beskrevs av Louis Beethoven Prout 1930. Pseuderannis lomozemia ingår i släktet Pseuderannis och familjen mätare. Inga underarter finns listade i Catalogue of Life.